# Nematolampas regalis
Nematolampas regalis är en bläckfiskart som beskrevs av Berry 1913. Nematolampas regalis ingår i släktet Nematolampas och familjen Lycoteuthidae. Inga underarter finns listade i Catalogue of Life.